# クイジナート

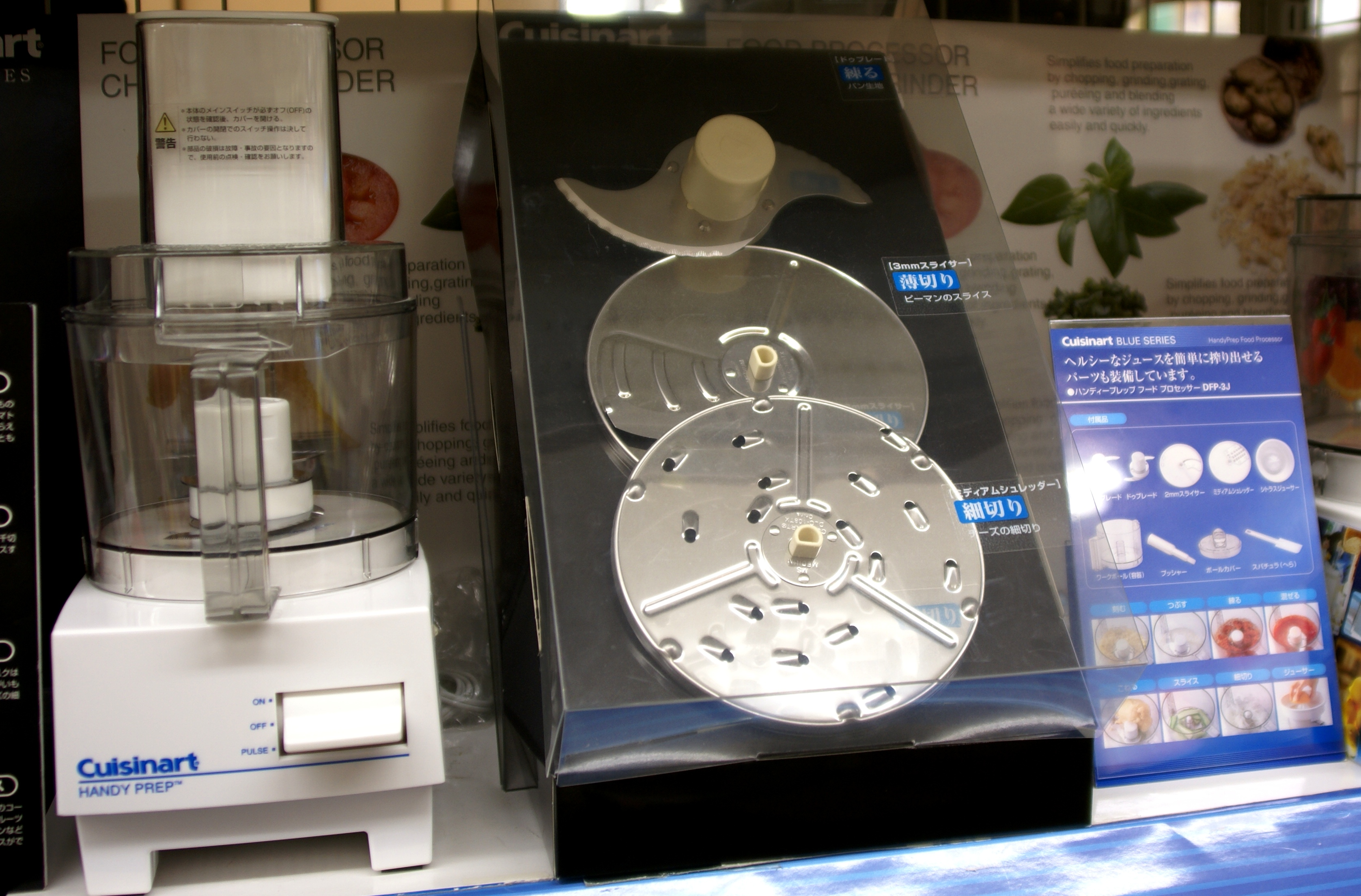
クイジナートのフードプロセッサと刃

クイジナート（Cuisinart）は、アメリカの調理用品ブランド。
この会社は、1971年にカール・ソンタイマーが電動式フードプロセッサーをアメリカ市場へ投入するため設立した。
この初の「フードプロセッサー」は1973年にシカゴのフードショーで紹介された。今や英語圏で「クイジナート」といえば「フードプロセッサー」の代名詞になっている。「クイジナート」は「クィジーン」（cuisine、料理）と「アート」（art、芸術）のかばん語である。
クイジナートは1989年にコンエアーの傘下に入った。

## 歴史
クイジナートは、マサチューセッツ工科大学卒のカール・ソンタイマーが1971年に設立した。彼はフランス料理への愛着から奮起し、それが会社の設立とその主要製品であるフードプロセッサーの開発につながった。クイジナートは、1973年1月にシカゴでの展示会で商品のお披露目を行った。当初の評判は限定的だったものの、『グルメ』誌にレビューが掲載されたことで売り上げが伸びるようになった。
1970年代半ばにかけて、ソンタイマーの親友のジェームズ・ビアドといったカリスマシェフとのタイアップを行ったことで、クイジナートの売り上げは増加した 。手足が不自由だったり視覚障害があるような人も含め誰でもクイジナート製品を使えるようマーク・ハリソンを起用すると、ユニバーサルデザイン界隈でクイジナートは重要な製品となった。
1980年代半ばから後半になるとクイジナートは財政難を招き、売り上げの低下に見舞われた。1987年に、投資家グループがソンタイマーから株を4200万ドルで買い上げた。1989年8月にクイジナートは破産を申し立てた。これにより、コンエアーはクイジナートを2700万ドルで買収した。

## ロボクープとの係争
1970年代後半にロボクープとクイジナートの間に係争が生じたが、それはロボクープがクイジナート製品の販売を止めて自社ブランドの製品をリリースしたためだった。ロボクープは前にマーケティング責任者だったアルヴィン・ファインマンを1979年に雇い、彼が関わった比較広告が訴訟につながった。その結果、クイジナートがあたかもロボクープによって製造された製品を売っているかのように仄めかすことをロボクープは止めるよう命じられた。

## 製品と開発
クイジナートの製品には次のようなものがある。
- 熱耐皿
- 手持ちミキサー
- ミキサー
- 石窯
- コーヒーメーカー
- 調理器具
- カトラリー
- まな板
- エスプレッソメーカー
- フードプロセッサー
- 焼き網、フライパン
- ハンドミキサー
- アイスクリームメーカー、シャーベットメーカー
- ジュース絞り器
- 台所用ツール、ガジェット
- 電子レンジ
- ラクレット
- 炊飯器
- 秤
- スロークッカー
- 専門器具
- スタンドミキサー
- トースター
- オーブントースター
- ワッフル調理器

クイジナートの製品で最も有名なのはフードプロセッサーである。また他にも多くの製品を製造している。1970年代に新製品のデザインと既存製品の改善を図るためインダストリアルデザイナーのマーク・ハリソンを雇って以降、クイジナート製品の多くがユニバーサルデザインとなった。ハリソンは製品を、障害者により使いやすいよう改善し、目の悪い人にも良く見えるよう文字を大きくするなどした。